# 족두리

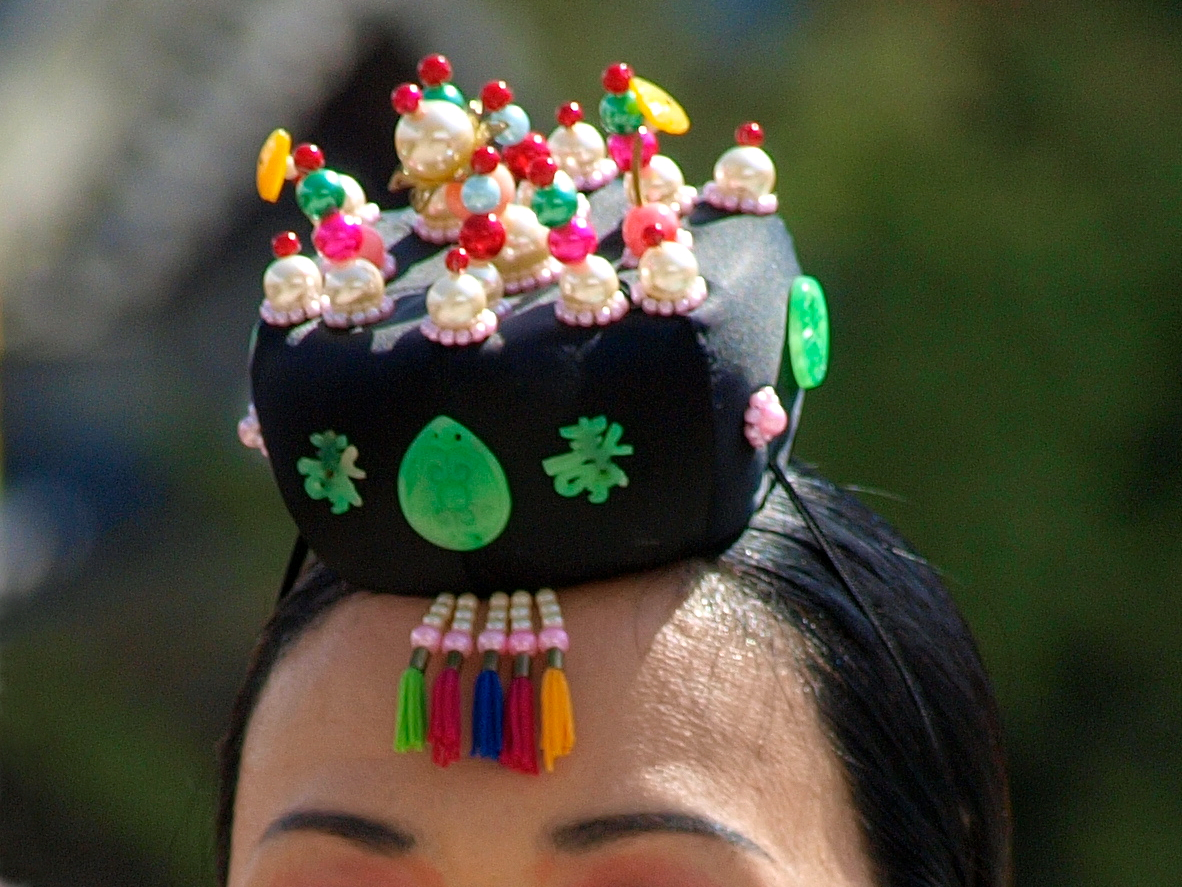
족두리

족두리는 족아, 족두, 족관이라고도 하며, 조선 시대 예복을 입을 때에 여성들이 쓰던 관이다. 검은 비단으로 만들며, 위는 대략 여섯 모가 지고 아래는 둥글다. 챙이 없는 작은 모자처럼 생겨 비녀를 질러 고정시킨다. 족두리는 속은 솜을 넣고 붉은 색으로 하고 겉은 검은 바단으로 만든다. 장식이 없이 사용하기도 하고 패물로 장식하기도 한다. 족두리의 종류에는 용도에 따라 패물로 화려하게 장식한 혼례용과 장식이 없는 상례 및 제례용, 그리고 궁중이나 양반가에서는 일상용으로도 사용하였다. 틀의 형태에 따라 솜족두리, 홑족두리, 어염족두리로 분류되고, 꾸밈의 방식에 따라 외봉족두리, 다봉족두리로 분류된다.
족두리는 신분고하를 막론하고 혼례, 상례, 제례 등 여러 예식에 두루 애용되었으며, 오늘날에는 전통혼례에서 사용되는 것으로 그 맥을 이어가고 있다. 결혼한 여자들만 사용을 했으며 주로 혼례 등의 행사가 있을 때 사용하였다. 오늘날에도 결혼식 폐백 때 사용한다.
족두리의 기원을 몽골의 관모인 고고(또는 고고관, 고고리)으로 보는 설이 일반적이다. 초기 족두리는 궁중에서만 사용되었으나, 조선 영정조대에 부녀자들이 가체를 사용함으로써 들이는 비용과 그 폐단이 심해지자, 그것을 없애기 위해서 족두리의 사용을 명함으로써 양반에서 서민에 이르기까지 족두리 사용이 일반화되었다.

## 사진 자료

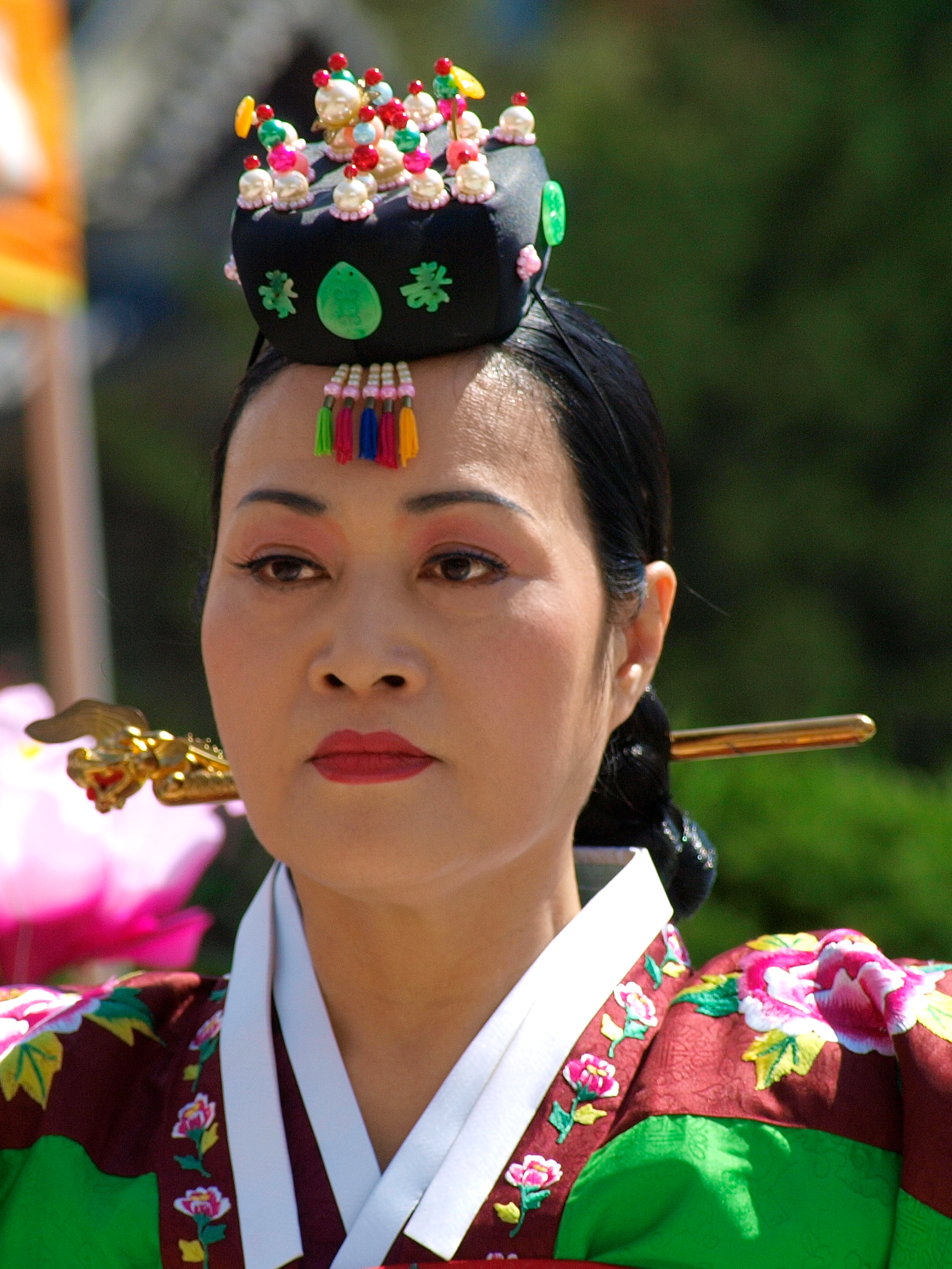

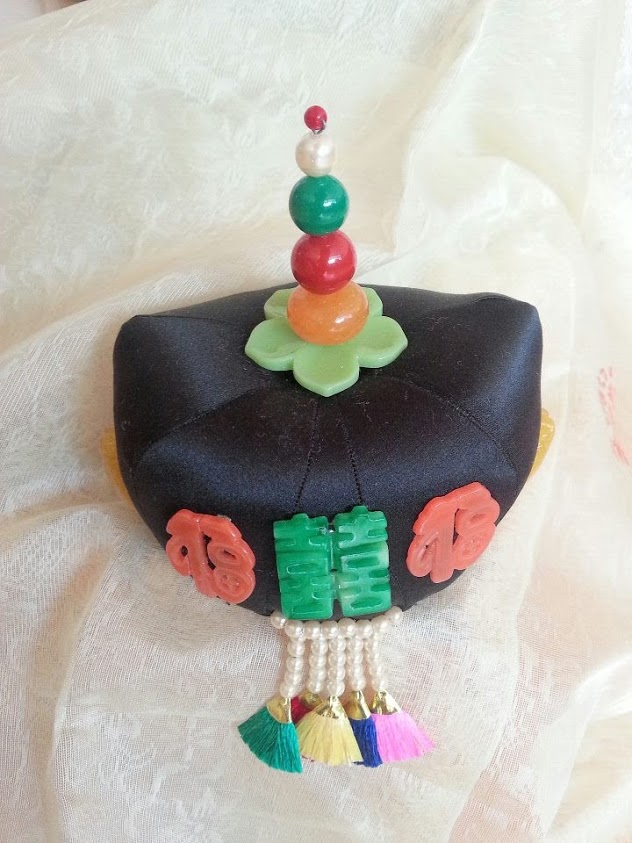
단봉족두리

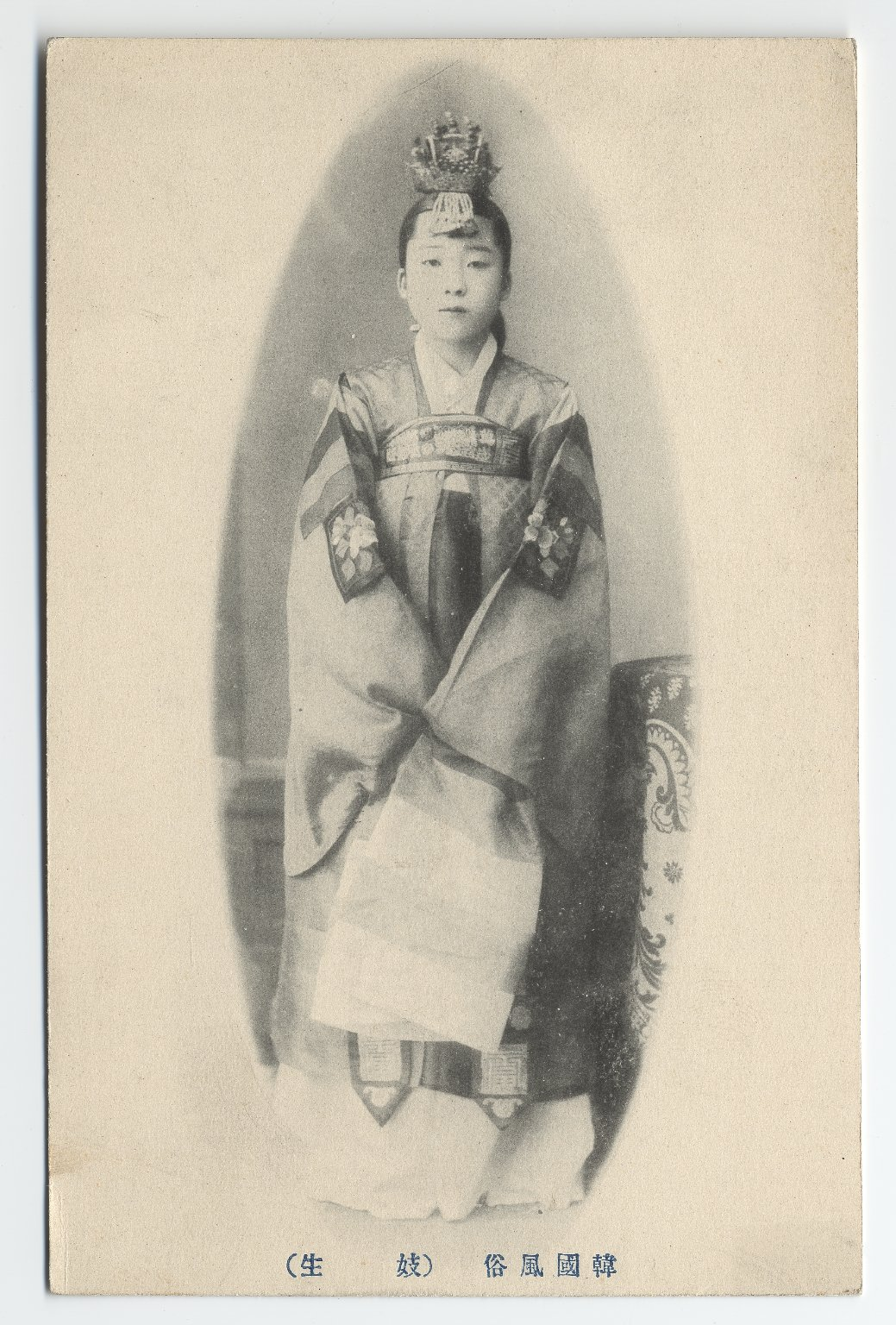
족두리를 쓴 기생
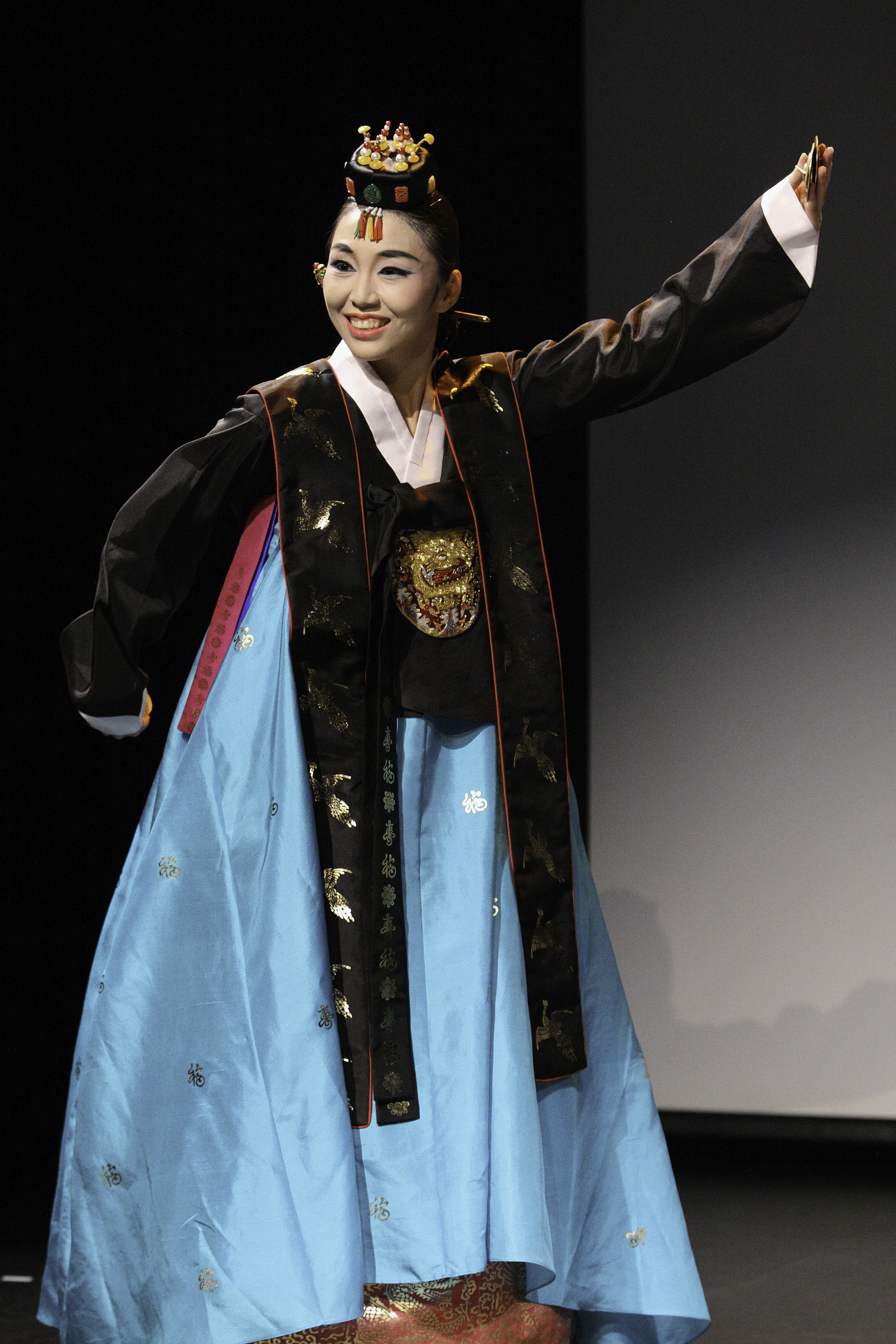

## 같이 보기
- 쓰개